# Santiago Sierra
Santiago Sierra (Madrid, 1966) es un artista contemporáneo español. Conocido por usar la instalación, la performance y la fotografía como medio artístico. Sus obras artísticas son de contenido crítico y político.

## Biografía
Licenciado en Bellas Artes por la Universidad Complutense de Madrid, completó su formación en Hamburgo (Alemania) entre 1990 y 1991, donde estudió con los profesores F. E. Walter, S. Browm y B. J. Blume. Amplió sus estudios en la Escuela de San Carlos de la Universidad Autónoma de México (1995-2006), e Italia (2006-2010). 
Actualmente vive y trabaja en Madrid.

## Carrera
Sus inicios están vinculados a los circuitos artísticos alternativos de Madrid (El Ojo Atómico, Espacio P), pero gran parte de su carrera posterior se ha desarrollado en México.
Ha expuesto en importantes museos, centros de arte y galerías de todo el mundo, como en el Museo Kiasma de Arte Contemporáneo ARS 01 (Helsinki), en el Kunst-Werke (Berlín), en la Kunsthaus Bregenz (Austria), en el PS1 del MoMA (Nueva York) o en el Artium (Vitoria), y su obra está representada por importantes galerías como Helga de Alvear (Madrid, España), Team Gallery (Nueva York, USA), Lisson Gallery (Londres, Reino Unido), Prometeo Gallery (Milán, Italia) y Greenaway Art Gallery (Adelaida, Australia). 
En 2024 presentó la muestra Castigo, culpa y redención en el CA2M de Móstoles. Reúne series de retratos de espaldas de personajes anónimos que exploran la denuncia social y la crítica al sistema del arte.

### Premio Nacional de Artes Plásticas de España 2010
En 2010 fue galardonado con el Premio Nacional de Artes Plásticas de España que concede el Ministerio de Cultura “por su obra crítica, que reflexiona sobre la explotación y la exclusión de las personas, y genera un debate sobre las estructuras de poder, tal y como se manifiesta en sus diversos proyectos desarrollados a lo largo de dos décadas”. Sierra rechazó al día siguiente el premio en una carta a la ministra de Cultura aduciendo que “los premios se conceden a quien ha realizado un servicio, como por ejemplo a un empleado del mes” y que el “premio instrumentaliza en beneficio del estado el prestigio del premiado”, terminando con “el Estado no somos todos: El Estado son ustedes y sus amigos. Por lo tanto, no me cuenten entre ellos, pues yo soy un artista serio. ¡Salud y Libertad!” En la carta detalla además sus principales críticas al Estado, “Un estado que participa en guerras dementes alineado con un imperio criminal. Un estado que dona alegremente el dinero común a la banca. Un estado empeñado en el desmontaje del estado de bienestar en beneficio de una minoría internacional y local”. La directora general de Bellas Artes, Ángeles Albert, señaló que le sorprendía el rechazo, dado que cuando se le comunicó se mostró “contento y agradecido”, y ha trabajado con el Estado en otras ocasiones como en 2003, en la Bienal de Venecia cuando se lo pidió el gobierno de José María Aznar. Desde círculos próximos al artista se ha señalado la necesidad de diferenciar entre un “trabajo” (como el del Pabellón de la Bienal, por el que fue el primer artista en ser remunerado) y un premio (cuya concesión implica una apropiación parcial de las connotaciones del trabajo del premiado por parte de la entidad que lo concede). Amigos del artista contestaron diciendo que su trabajo del 2003 fue un simple encargo laboral, no un premio.

### Presos políticos en la España contemporánea
El 21 de febrero de 2018, la Feria Internacional de Arte Contemporáneo (Arco) pidió a la galería Helga de Alvear que retirara la obra Presos políticos en la España contemporánea de Santiago Sierra. Según la organización Ifema, se retiró la obra porque "la polémica que ha provocado en los medios de comunicación la exhibición de estas piezas está perjudicando la visibilidad del conjunto de los contenidos que reúne ARCOmadrid 2018". La obra es una serie de 24 retratos fotográficos en blanco y negro pixelados para denunciar el ingreso en prisión de los miembros de las asociaciones culturales catalanas Jordi Sánchez (de Asamblea Nacional Catalana) y Jordi Cuixart (de Òmnium Cultural), miembros del destituido gobierno catalán como Oriol Junqueras (vicepresidente), el sindicalista Andrés Bódalo, los detenidos en el caso Alsasua, los dos detenidos en los carnavales de Madrid de 2016 de Títeres desde Abajo, activistas del 15-M, miembros del antiguo diario Egin o los dos anarquistas condenados por hacer estallar una bomba en la basílica del Pilar de Zaragoza.  La pieza es una de las iniciales de la Colección de Arte Censored de Tatxo Benet.